# 奧利芙·賴利
奥利芙·赖利（英語：Olive Riley，1899年10月20日—2008年7月12日）是一名出生於澳洲新南威爾斯州布羅肯希爾的女士，因曾經是世界上最年長的博客而聞名。赖利於2007年開始她的博客生涯，當時她107歲，主要分享自己在兩次世界大戰中的生活，赖利最後一篇貼文張貼於2008年6月26日，表示身體虛弱，已入住療養院一段時間，其後於7月12日去世。